# یواس‌اس پی‌سی-۱۱۳۷
یواس‌اس پی‌سی-۱۱۳۷ (به انگلیسی: USS PC-1137) یک زیردریایی بود که طول آن ۱۷۳ فوت ۸ اینچ (۵۲٫۹۳ متر) بود. این زیردریایی در سال ۱۹۴۳ ساخته شد.